# أمبيريو-أون-دومب (آن)
أمبيريو-أون-دومب (بالفرنسية: Ambérieux-en-Dombes)‏ هي بلدية فرنسية تقع في إقليم الآن في فرنسا. رمز إنسي لها هو:1005. أما الرمز البريدي لها فهو: 1330.

## معرض صور

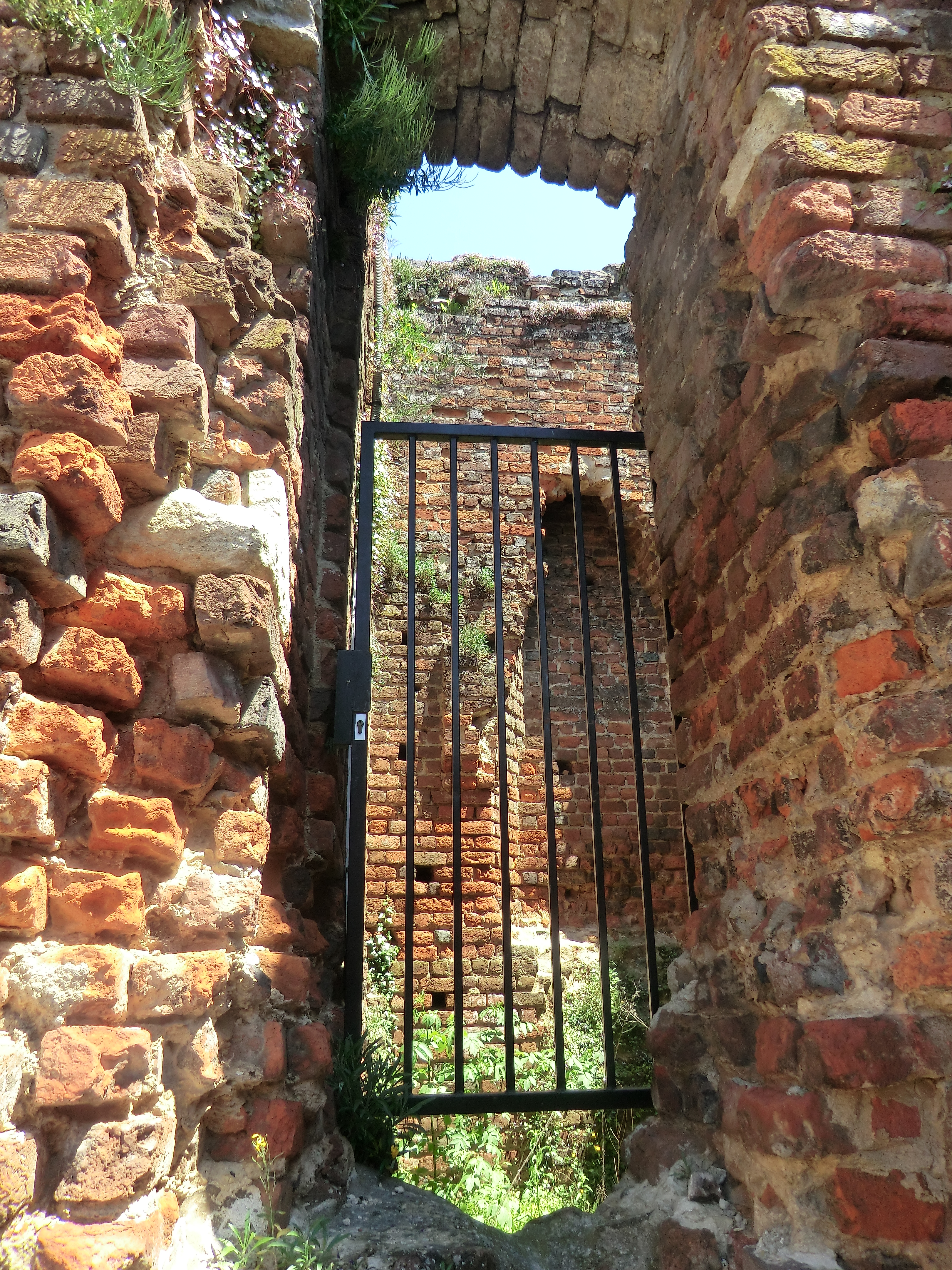
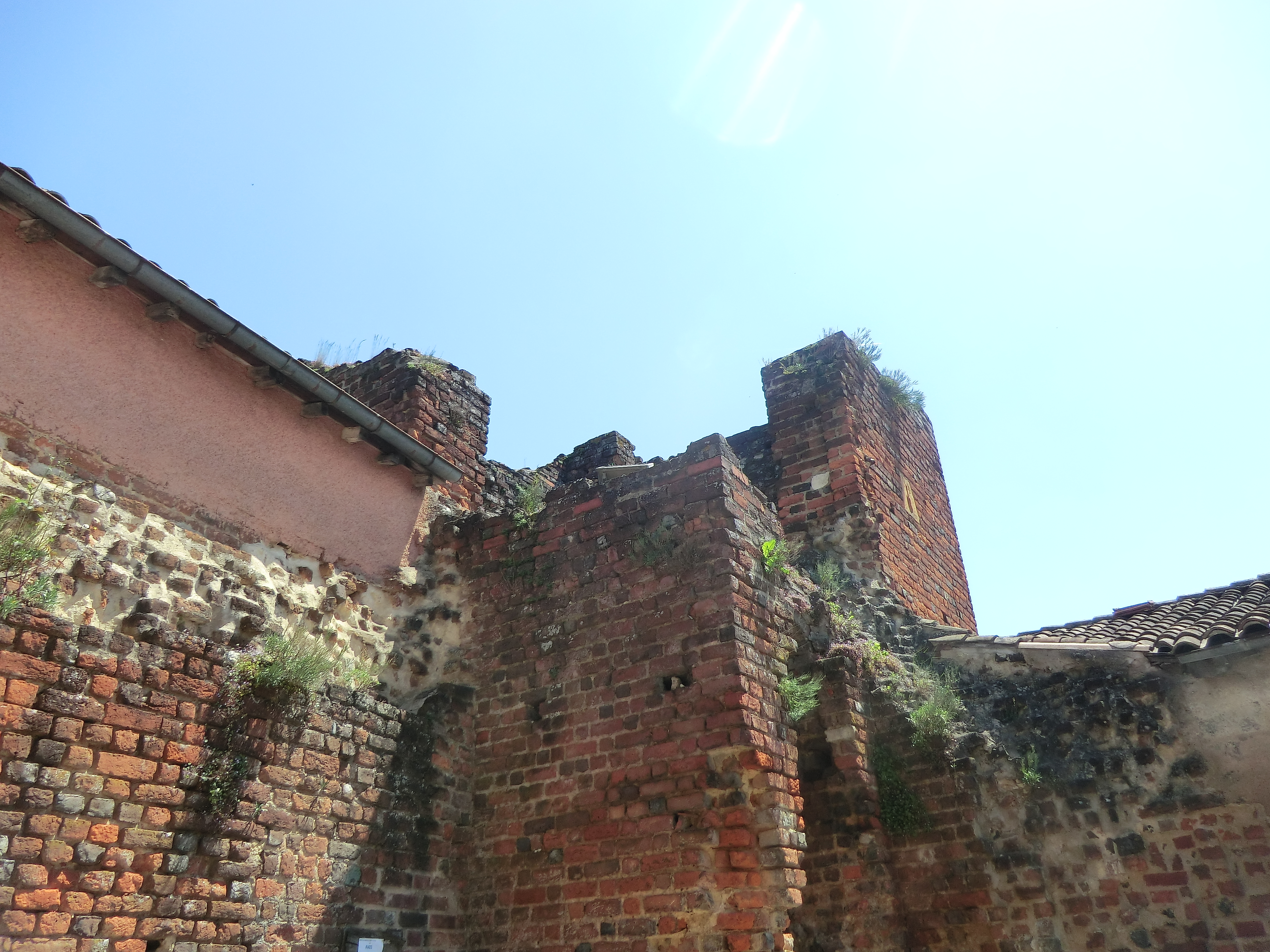
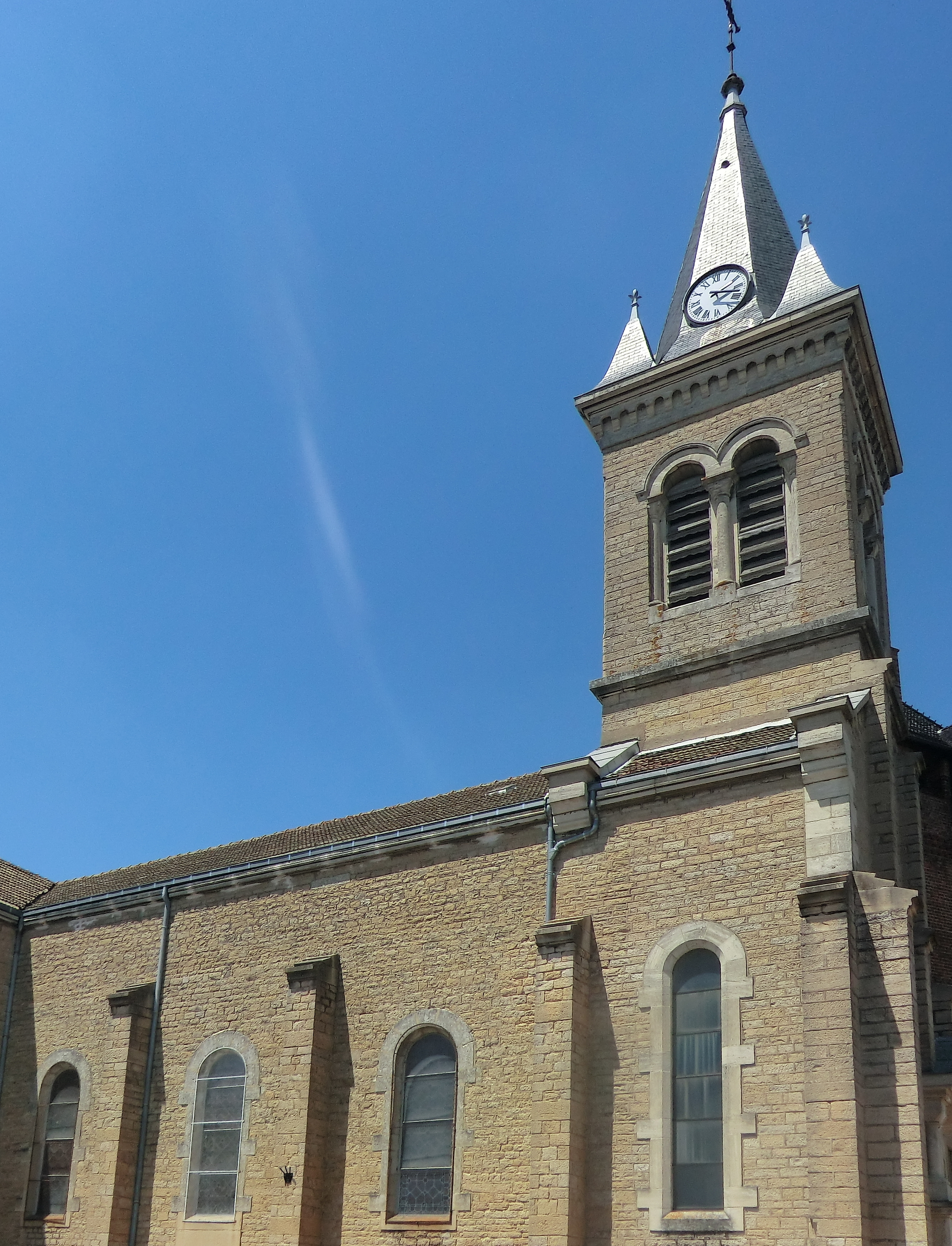
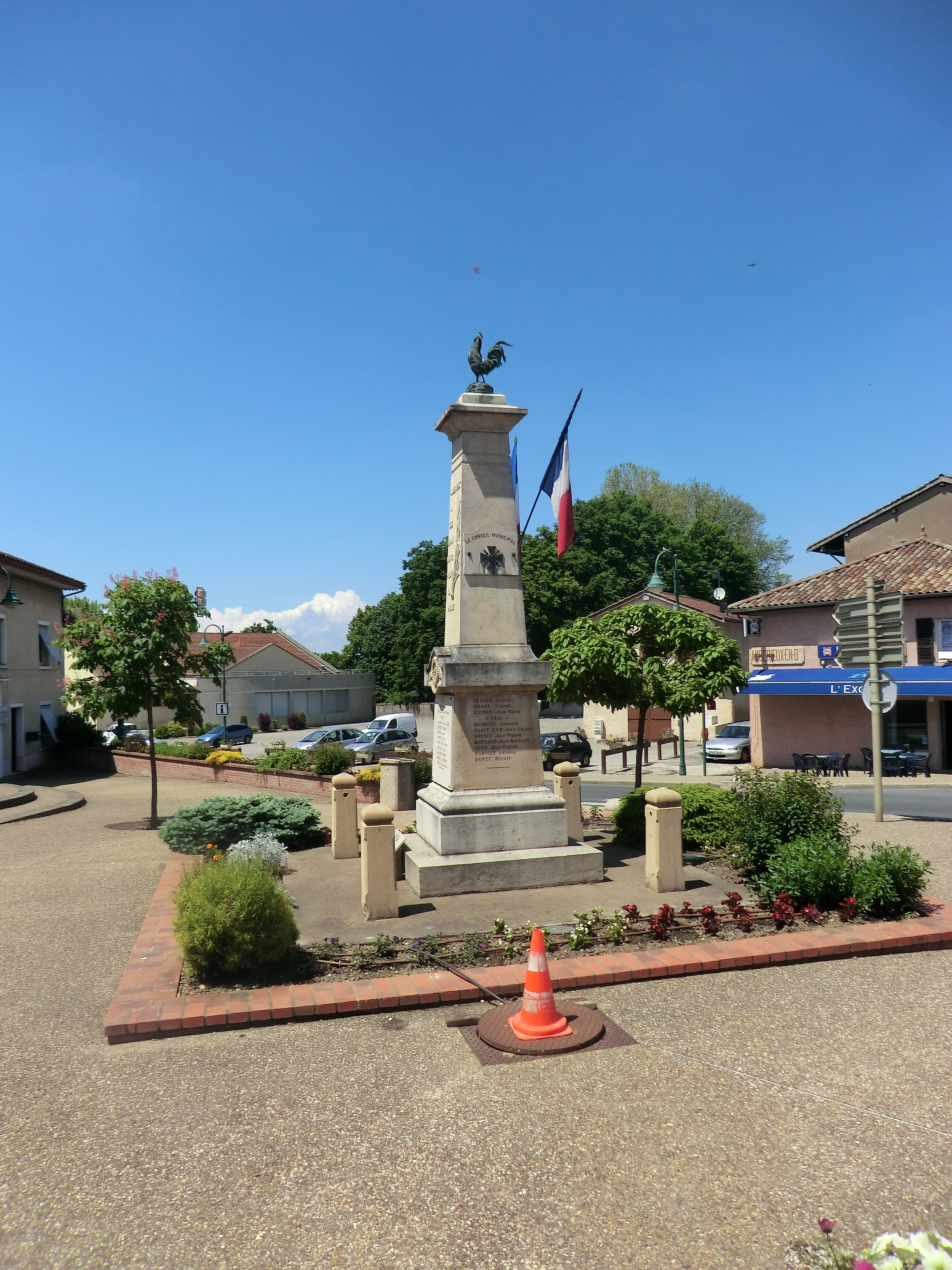
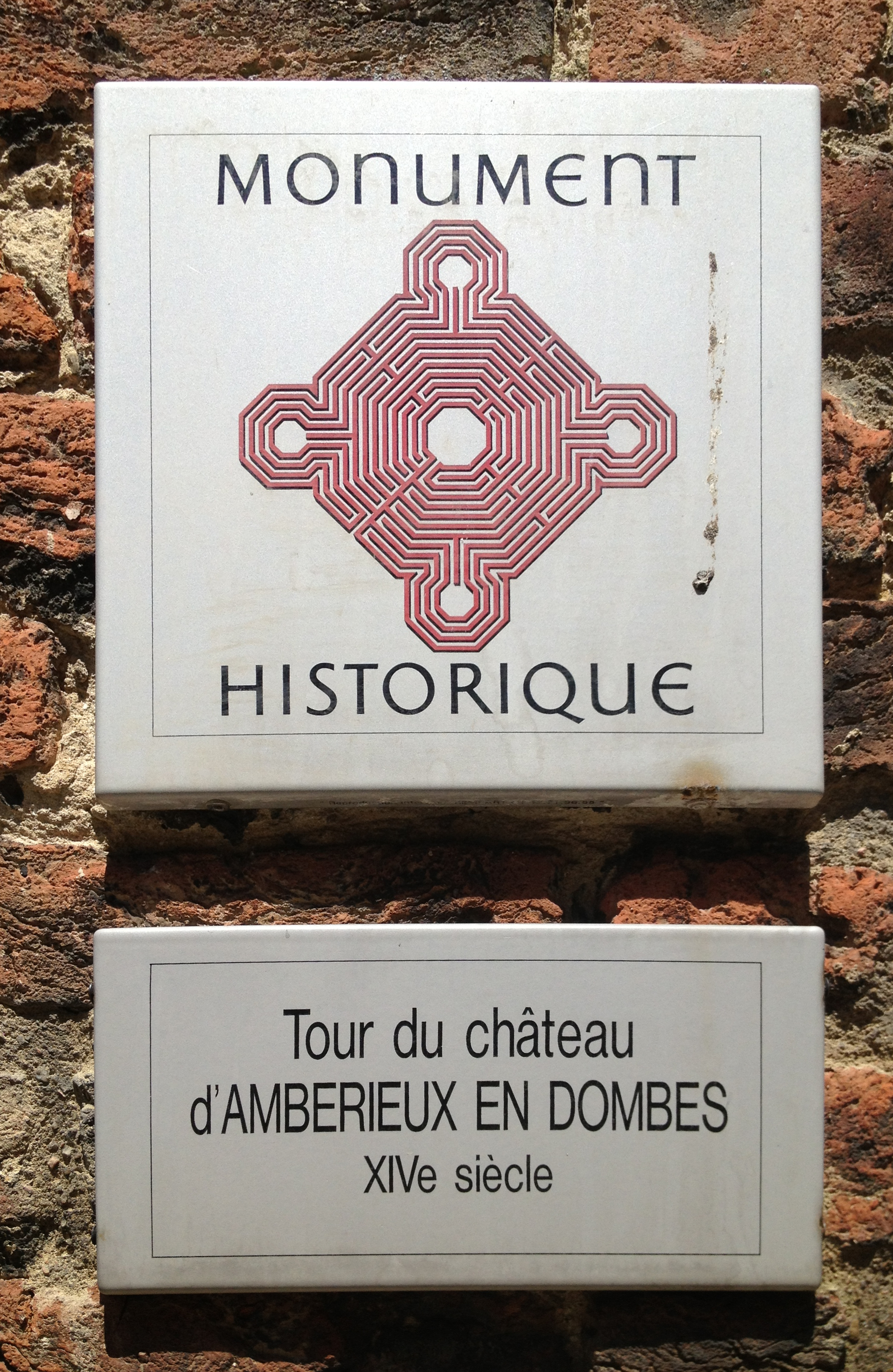